# Бутој (Олт)
Бутој (рум. Butoi) насеље је у Румунији у округу Олт у општини Паршковени. Oпштина се налази на надморској висини од 120 m.

## Становништво
Према подацима из 2002. године у насељу је живело 408 становника, од којих су сви румунске националности.